# ۱۶۹۰ (میلادی)
۱۶۹۰ (میلادی) هزارو ششصد و نودمین سال تقویم میلادی است.

## رویدادها
تألیف تذکرهٔ مرآةالخیال، اثر شیرعلی‌خان لودی

## زادگان
- ۱۸ مارس – کریستین گلدباخ، ریاضی‌دان آلمانی (د. ۱۷۶۴)

## درگذشتگان
- ۲۲ فوریه – شارل لبرون، نقاش فرانسوی (ز. ۱۶۱۹)